# Азійська часничниця
Азійська часничниця (Xenophrys) — рід земноводних родини Megophryidae ряд безхвості. Має 44 види.

## Опис
Загальна довжина представників цього роду коливається від 8 до 17 см. Голова широка. Морда коротка. У більшості представників над очима є невеличкі вирості. Шкіра гладенька. Тулуб масивний. Лапи середні або короткі з подовженими пальцями. забарвлення коричневе, сіре, буре, жовте з різними відтінками.

## Спосіб життя
Полюбляють тропічні ліси, рівнини, передгір'я, гори. У горах дуже високо не підіймаються. активні вночі. Харчуються безхребетними, членистоногими, гризунами.
Це яйцекладні амфібії.

## Розповсюдження
Мешкають у південній та південно-східній Азії.

## Види
| - Xenophrys aceras - Xenophrys auralensis - Xenophrys baluensis - Xenophrys baolongensis - Xenophrys binchuanensis - Xenophrys binlingensis - Xenophrys boettgeri - Xenophrys brachykolos - Xenophrys caudoprocta - Xenophrys damrei - Xenophrys daweimontis - Xenophrys dringi - Xenophrys gigantica - Xenophrys glandulosa - Xenophrys huangshanensis - Xenophrys jingdongensis - Xenophrys kuatunensis - Xenophrys lekaguli - Xenophrys longipes - Xenophrys major - Xenophrys mangshanensis - Xenophrys medogensis | - Xenophrys minor - Xenophrys nankiangensis - Xenophrys omeimontis - Xenophrys pachyproctus - Xenophrys palpebralespinosa - Xenophrys parallela - Xenophrys parva - Xenophrys robusta - Xenophrys sangzhiensis - Xenophrys serchhipii - Xenophrys shapingensis - Xenophrys shuichengensis - Xenophrys spinata - Xenophrys takensis - Xenophrys tuberogranulatus - Xenophrys wawuensis - Xenophrys wuliangshanensis - Xenophrys wushanensis - Xenophrys zhangi - Xenophrys zunhebotoensis - Xenophrys jinggangensis - Xenophrys yingjiangensis |